# Масна пруга
Масна пруга је најранија атеросклеротична патолошка лезија која се јавља у аорти и коронарним артеријама најчешче до 20. године старости и прва грубо видљива (голим оком) лезија у развоју атеросклерозе. Скоро сва деца старија од 10 година у развијеним земљама света имају масне пруге, при чему коронарне масне пруге почињу у адолесценцији.
У масној прузи која је резултат акумулације серумских липопротеина унутар интиме зида крвног суда,микроскопијом су уочљиве пенасте ћелије, Т-лимфоцити и глатке мишићне ћелије различите величине.
Појављује се као неправилна жуто-бела промена на површини лумена артерије. Састоји се од агрегата пенастих ћелија, које су макрофаги напуњени липопротеинима, који се налазе у туники интими, најдубљем слоју артерије, испод ендотелних ћелија које облажу лумен кроз који тече крв. Масне пруге могу такође укључивати Т ћелије, агрегиране тромбоците и ћелије глатких мишића.
Масна пруга се сматра прекурсорском лезија атерома који могу постати атероматозни плакови, који настају као резултат прогресивне липидне акумулације и миграције и пролиферације глатких мишићних ћелија. Глатке мишићне ћелије су одговорне за депозицију екстрацелуларног матрикса везивног ткива у виду фиброзне капе, која покрива структуре плака. Растом фиброзног плака наступа васкуларно ремоделовање, сужавање лумена крвног суда, сметње у протоку крви и смањена оксигенација циљаних ткива. Плакови који се развијају могу имати и сопствену крвну мрежу, васа васорум, која је јако склона крварењу, и самим тим увећању плака.

## Опште информације
Врсте лезија које претходе и који могу иницирати развој узнапредовалих атеросклеротских лезија свестрано су сагледани кроз могуће механизме њиховог развоја. Док напредне лезије укључују дезорганизацију интиме и деформитет артерије, такве промене су одсутне или су минималне у њиховим претходницима. Узнапредовале лезије су или отворено клиничке или предиспонирају компликације које изазивају исхемијске епизоде; и сматрају се прекурсорима тихих промена које не доводе директно до компликација. Прекурсори су распоређени у временском низу од три карактеристична типа лезија, наведена у доњој табели:
| Тип лезије    | Карактеристике |
| ------------- | --- |
| Лезије типа 1 | Генерално су једини типови лезија који се налазе код деце, иако се могу јавити и код одраслих, представљају саме почетне промене и препознају се као повећање броја интималних макрофага и појава макрофага испуњених липидним капљицама (пенасте ћелије) Могу бити одговорне за хемотаксију и акумулацију макрофага у масним пругама. Активација моноцита и Т ћелија доводи до регулације рецептора на њиховим површинама, као што су молекули слични муцину који везују селектине, интегрини који везују адхезионе молекуле суперфамилије имуноглобулина и рецепторе који везују молекуле хемоатрактанта.    |
| Лезије типа 2 | Такоже је генерално једини тип лезија које се налазе код деце, иако се могу јавити и код одраслих, укључују лезију масних пруга, прву грубо видљиву лезију, а карактеришу је слојеви пенастих ћелија макрофага и липидних капљица унутар ћелија глатких мишића интиме и минималних крупнозрнатих честица и хетерогених капљица екстрацелуларног липида. |
| Лезије типа 3 | Ове лезије (средње величине) су морфолошки и хемијски мост између типа 2 и напредних лезија. Лезије типа 3 појављују се у неким адаптивним задебљањима интиме (локације склоне прогресији) код младих одраслих особа и карактеришу их накупине екстрацелуларног липида као додатак свим компонентама лезија типа 2. Тромбоцити се могу залепити за дисфункционални ендотел, изложени колаген и макрофаге. Када се активирају, тромбоцити ослобађају своје грануле, које садрже цитокине и факторе раста који, заједно са тромбином, могу допринети миграцији и пролиферацији ћелија глатких мишића и моноцита. |

## Епидемиологија
Аортне масне пруге се примећују у раном детињству, па чак и код новорођенчади; међутим, у коронарној артерији, појављују се у доби од око 10 година. Жене старости између 15 и 34 године имају веће масне пруге од мушкараца, које се не завршавају са више формираних плакова.
Скоро сва деца старија од 10 година у развијеним земљама имају аортне масне пруге, са коронарним масним пругама које почињу у адолесценцији. Извештај из 1992. године је показао да су микроскопске масне пруге примећене у левој предњој силазној артерији код преко 50% деце узраста од 10 до 14 година. Док је 8% деце имало значајније акумулације екстрацелуларног липида.
Године 1953. објављена је студија која је заувек променила схватање развоја срчаних болести. Студија је испитала резултате 300 обдукција извршених на америчким војницима који су погинули у Корејском рату. Упркос чињеници да је просечна старост војника била само 22 године, 77% њих имало је видљиве знаке коронарне атеросклерозе. Ова студија је показала да срчана обољења могу утицати на људе у младости и да она нису само проблем за старије особе.
У студији из 2005. спроведеној између 1985-1995. године, откривено је да су у око 87% случајева на аорти и у 30% случајева на коронарних артерији, у старосној групи од 5 до 14 година присутне  масне пруге.

## Патологија
Масне пруге су равне или благо повишене промене у артеријском крвном суду које углавном варирају у величини од 3 до 5 мм. Састоје се од многих пенастих ћелија напуњених липидима које садрже холестеринске естре и променљиву количину екстрацелуларног липида. Ове ћелије, које се налазе у интими, углавном су макрофаги изведени из крвних моноцита, међутим, неке су СМЦ.
Модификовани ЛДЛ који се прогута путем рецептора за чишћење је уобичајен механизам за промовисање формирања пенастих ћелија. Транзиција лезије се карактерише дубоким екстрацелуларним таложењем у интими везикуларних липидних наслага богатих холестеролом јер врло рано почињу да се формирају плакови.
Присуство кристала холестерола у екстрацелуларном базену липида може изазвати даље формирање пенастих ћелија и упалу како би се подстакло формирање фиброинфламаторног липидног плака. Не постоји фибротична компонента ових равних масних пругастих лезија. 
Масне пруге су реверзибилне и виде се у истој мери у аорти младих када се упореде популације које имају и не развијају атеросклерозу у каснијем животу. Тренутно не постоји маркер који би омогућио диференцијацију између оних масних пруга које ће постати фиброинфламаторни липидни плакови и оних које се повлаче. Стога је вероватно да други фактори утичу на масну пругу како би промовисали прогресију ка фиброинфламаторном липидном плаку. На пример, масне пруге имају тенденцију да напредују до напредних лезија у областима разделника артеријског тока и тачака гранања вероватно повезаних са измењеним хемодинамским силама.